# Presidential Range
Die Presidential Range ist ein Bergrücken in den White Mountains im Coös County im US-Bundesstaat New Hampshire.
Die meisten erwähnenswerten Berggipfel der Gebirgskette sind nach berühmten Amerikanern, öffentlichen Figuren des 18. und 19. Jahrhunderts oder US-Präsidenten benannt.

## Erwähnenswerte Gipfel
Die Presidential Range besteht aus folgenden Gipfeln (von Südwest nach Nordost):
- Mount Webster – nach Daniel Webster benannt
- Mount Jackson* – nach Charles Thomas Jackson benannt (Geologe im 19. Jahrhundert)
- Mount Pierce* – nach Franklin Pierce benannt (früher Mount Clinton – nach DeWitt Clinton benannt)
- Mount Eisenhower* – nach Dwight Eisenhower benannt
- Mount Franklin – nach Benjamin Franklin benannt
- Mount Monroe* – nach James Monroe benannt
- Mount Washington* – nach George Washington benannt (General und später US-Präsident)
- Mount Clay – nach Henry Clay benannt (New Hampshire benannte den Berg zu Mount Reagan nach Ronald Reagan um; aber die US-Verwaltung verwendet weiterhin den alten Namen)
- Mount Jefferson* – nach Thomas Jefferson benannt
- Mount Sam Adams – nach Samuel Adams benannt
- Mount Adams* – nach John Adams benannt
- Mount Quincy Adams – nach John Quincy Adams benannt
- Mount Madison (White Mountains)* – nach James Madison benannt

Mount Adams hat neben seinem Hauptgipfel vier Nebengipfel, die keinen gewöhnlichen Namen haben; zwei, Mount Sam Adams und Mount John Quincy Adams, sind oben aufgelistet. Der dritte und der vierte sind:
- Adams 4 (Der Name „Mount Abigail Adams“ wurde vorgeschlagen)
- Adams 5

Die mit einem Sternchen (*) markierten Gipfel sind in der Peak-bagging-Liste der Four-thousand footers-Berge in New Hampshire enthalten; andere sind wegen nicht ausreichender Höhe oder technischen Kriterien nicht enthalten.

## Andere Gipfel
Neben den erwähnenswerte Gipfeln hat die geologische Presidential Range eine Anzahl an zusätzlichen benannten Gipfeln. Mehrere dieser Gipfeln entwässern auf ihrer Westseite über den Dry River, sind weniger gut zugänglich wie die Hauptgipfeln und weniger gut besucht wie der meistbesuchte Grat der Gebirgskette und können deshalb außer Acht gelassen oder in der Erörterung des Ganzen am Ende genannt werden.
Nebengipfel des Mount Washington:
- Ball Crag (6.106 ft (1.861 m))
- Nelson Crag (5.620 ft (1.713 m))
- Boott Spur (5.500 ft (1.676 m))

Nördlich des Mount Washington:
- Mount Bowman (3.449 ft (1.051 m)) (Nebengipfels des Mount Jefferson)

Südlich des Mount Washington:
- Engine Hill (3.100 ft (945 m))
- Maple Mountain (2.601 ft (793 m))
- Iron Mountain (2.726 ft (831 m))
- Montalban Ridge:
  - Mount Isolation (4.004 ft (1.220 m))*
  - Mount Davis (3.819 ft (1.164 m))
  - Stairs Mountain (3.463 ft (1.056 m))
  - Mount Resolution (3.415 ft (1.041 m))
- Bemis Ridge:
  - Mount Crawford (3.119 ft (951 m))
  - Mount Hope (2.505 ft (764 m))
- Mount Parker (3.004 ft (916 m))
- Mount Langdon (2.390 ft (728 m))
- Mount Pickering (1.945 ft (593 m)) (benannt nach dem Familiennamen des ersten Präsidenten des Appalachian Mountain Clubs)
- Mount Stanton (1.716 ft (523 m))

Die mit einem Sternchen (*) markierten Gipfel sind in der Peak-bagging-Liste der Four-thousand footers-Berge in New Hampshire enthalten; andere sind wegen nicht ausreichender Höhe oder technischen Kriterien nicht enthalten.

## Wassereinzugsgebiet
Die Presidential Range trennt das Wassereinzugsgebiet des Saco und Androscoggin Rivers, die in den Atlantik an der Küste von Maine münden, vom Wassereinzugsgebiet des Israel und Ammonoosuc Rivers, die in den Connecticut River münden, der in den Long Island Sound mündet.

## Kraftakt
Die sogenannte „Presidential Traverse“ ist ein Wanderwettkampf, der auf 19 mi (31 km) des Bergrückens ausgetragen wird, wobei jeder Hauptgipfel entlang des Weges mit einbezogen ist, sodass ein Höhenunterschied von 8.500 ft (2.591 m) entsteht. Sie kann an einem einzigen Sommertag ausgetragen werden. Während des Winters dauern solche Überquerungen generell zwei bis vier Tage, obwohl erfahrene Wanderer die Wandererung an einem einzigen, langen Tag mit idealen Wetterbedingungen schaffen können. Mehrere Rettungen von verlorengegangenen, verspäteten oder verletzten Wanderern haben sich während der Überquerung ereignet.